# Kabinet-Pawlak II
Het tweede kabinet-Pawlak was de Poolse regering onder leiding van Waldemar Pawlak in de jaren 1993-1995. Deze centrumlinkse regering was het directe resultaat van de parlementsverkiezingen van 1993 en bestond uit de twee postcommunistische partijen Alliantie van Democratisch Links (SLD) en Poolse Volkspartij (PSL), die deze hadden gewonnen. Pawlak zelf was de leider van de kleinste coalitiepartner, de PSL, omdat voor de ex-communisten het premierschap destijds nog een brug te ver werd geacht. Aan de regering nam ook een lid van de Unie van de Arbeid (UP) deel, hoewel deze partij geen deel uitmaakte van de coalitie; de betreffende minister, Marek Pol, was in deze periode tijdelijk geschorst als partijlid. Het kabinet-Pawlak was de laatste Poolse regering waarin de ministers van Binnenlandse Zaken en Defensie door de president werden benoemd.
De regering bood op 1 maart 1995 haar ontslag aan wegens ruzies tussen de coalitiepartners, persoonlijke problemen en een conflict met president Wałęsa. Hierop vormde Józef Oleksy een nieuwe regering.

## Samenstelling
| Ministerie                                                           | Minister                | Partij | Partij | Ambtsperiode    | Ambtsperiode     |
| Ministerie                                                           | Minister                | Partij | Partij | van             | tot              |
| -------------------------------------------------------------------- | ----------------------- | ------ | ------ | --------------- | ---------------- |
| Voorzitter van de Ministerraad                                       | Waldemar Pawlak         |        | PSL    | 26 oktober 1993 | 1 maart 1995     |
| Vicepremier                                                          | Włodzimierz Cimoszewicz |        | SLD    | 26 oktober 1993 | 6 maart 1995     |
| Vicepremier                                                          | Aleksander Łuczak       |        | PSL    | 26 oktober 1993 | 6 maart 1995     |
| Vicepremier                                                          | Marek Borowski          |        | SLD    | 26 oktober 1993 | 8 februari 1994  |
| Vicepremier                                                          | Grzegorz Kołodko        |        | SLD    | 28 april 1994   | 6 maart 1995     |
| Minister van Arbeid en Sociale Zaken                                 | Leszek Miller           |        | SLD    | 26 oktober 1993 | 6 maart 1995     |
| Minister van Binnenlandse Zaken                                      | Andrzej Milczanowski    |        | geen   | 26 oktober 1993 | 6 maart 1995     |
| Minister van Buitenlandse Zaken                                      | Andrzej Olechowski      |        | BBWR   | 26 oktober 1993 | 6 maart 1995     |
| Minister van Communicatie                                            | Andrzej Zieliński       |        | SLD    | 26 oktober 1993 | 6 maart 1995     |
| Minister van Defensie                                                | Piotr Kołodziejczyk     |        | geen   | 26 oktober 1993 | 10 november 1994 |
| Minister van Defensie                                                | Jerzy Milewski (a.i.)   |        | geen   | november 1993   | maart 1995       |
| Minister van Economische Samenwerking met het Buitenland             | Lesław Podkański        |        | PSL    | 26 oktober 1993 | 6 maart 1995     |
| Minister van Financiën                                               | Marek Borowski          |        | SLD    | 26 oktober 1993 | 8 februari 1994  |
| Minister van Financiën                                               | Henryk Chmielak (a.i.)  |        | geen   | 8 februari 1994 | 28 april 1994    |
| Minister van Financiën                                               | Grzegorz Kołodko        |        | SLD    | 28 april 1994   | 6 maart 1995     |
| Minister van Gezondheid en Sociale Bijstand                          | Ryszard Jacek Żochowski |        | SLD    | 26 oktober 1993 | 6 maart 1995     |
| Minister van Industrie en Handel                                     | Marek Pol               |        | UP     | 26 oktober 1993 | 6 maart 1995     |
| Minister van Justitie                                                | Włodzimierz Cimoszewicz |        | SLD    | 26 oktober 1993 | 6 maart 1995     |
| Minister van Kunst en Cultuur                                        | Kazimierz Dejmek        |        | PSL    | 26 oktober 1993 | 6 maart 1995     |
| Minister van Landbouw en Levensmiddelen                              | Andrzej Śmietanko       |        | PSL    | 26 oktober 1993 | 6 maart 1995     |
| Minister van Milieubescherming, Natuurlijke Hulpbronnen en Bosbouw   | Stanisław Żelichowski   |        | PSL    | 26 oktober 1993 | 6 maart 1995     |
| Minister van Onderwijs                                               | Aleksander Łuczak       |        | PSL    | 26 oktober 1993 | 6 maart 1995     |
| Minister van Privatisatie                                            | Wiesław Kaczmarek       |        | SLD    | 26 oktober 1993 | 6 maart 1995     |
| Minister van Ruimtelijke Ordening en Woningbouw                      | Barbara Blida           |        | SLD    | 26 oktober 1993 | 6 maart 1995     |
| Minister van Verkeer en Zeevaart                                     | Bogusław Liberadzki     |        | SLD    | 26 oktober 1993 | 6 maart 1995     |
| Minister zonder portefeuille, kabinetschef van de regering           | Michał Strąk            |        | PSL    | 26 oktober 1993 | 6 maart 1995     |
| Minister zonder portefeuille, voorzitter van het Centraal Planbureau | Mirosław Pietrewicz     |        | PSL    | 26 oktober 1993 | 6 maart 1995     |
| Minister, voorzitter van het Comité voor Wetenschappelijk Onderzoek  | Witold Karczewski       |        | SLD    | 26 oktober 1993 | 6 maart 1995     |

Mazowiecki (1989-1991) ·
Bielecki (1991) ·
Olszewski (1991-1992) ·
Pawlak I (1992) ·
Suchocka (1992-1993) ·
Pawlak II (1993-1995) ·
Oleksy (1995-1996) ·
Cimoszewicz (1996-1997) ·
Buzek (1997-2001) ·
Miller (2001-2004) ·
Belka I (2004) ·
Belka II (2004-2005) ·
Marcinkiewicz (2005-2006) ·
Kaczyński (2006-2007) ·
Tusk I (2007-2011) ·
Tusk II (2011-2014) ·
Kopacz (2014-2015) ·
Szydło (2015-2017) ·
Morawiecki (2017-2019) ·
Morawiecki (2019-2023) ·
Morawiecki (2023) ·
Tusk III (2023-) ·